# Островик (Отвоцький повіт)
Островик (пол. Ostrowik) — село в Польщі, у гміні Целестинув Отвоцького повіту Мазовецького воєводства. Населення — 198 осіб (2011).
У 1975-1998 роках село належало до Варшавського воєводства.

## Демографія
Демографічна структура станом на 31 березня 2011 року:
|          | Загалом | Допрацездатний вік | Працездатний вік | Постпрацездатний вік |
| -------- | ------- | ------------------ | ---------------- | -------------------- |
| Чоловіки | 105     | 18                 | 79               | 8                    |
| Жінки    | 93      | 15                 | 62               | 16                   |
| Разом    | 198     | 33                 | 141              | 24                   |